# بخش بولونی-بیانکور
بخش بولونی-بیانکور (به فرانسوی: Arrondissement de Boulogne-Billancourt) یک بخش در فرانسه است که در او-دو-سن واقع شده‌است.